# Bò Senepol
Bò Senepol là một giống bò thịt được phát triển trên đảo St. Croix thuộc vùng biển Caribe. Từ lâu người ta cho rằng giống bò này có nguồn gốc từ việc lai giống giữa giống bò N'Dama, được nhập khẩu đến vùng này cuối thế kỷ 19, và giống bò Red Polled, nhưng nó thực sự là một giống hỗn hợp giữa một loài bò châu Âu (Red Poll) Zebu. Giống Senepol kết hợp đặc điểm chịu nhiệt và kháng côn trùng với tính chất ngoan ngoãn, thịt tốt và sản lượng sữa cao của bò Red Poll. Chúng là giống bò không sừng, lông ngắn và có màu đỏ, đen hoặc nâu.
Chúng cũng được tìm thấy ở Úc, Nam Phi, Botswana, Namibia, Venezuela, Mexico, Paraguay, Philippines, Zimbabwe, Brazil, Puerto Rico và Cộng hòa Dominica.

## Đặc điểm di truyền
Tuy nhiên, đặc tính di truyền bằng cách sử dụng kiểu gen SNP thông lượng cao gần đây đã chứng minh rằng bộ gen Senepol chứa một phần gen từ bò châu Âu (như bò Red Poll) với một số ảnh hưởng của bò Zebu. Nghiên cứu cho thấy rằng các mẫu di truyền của DNA Senepol được thu thập từ bốn vùng khác nhau của Venezuela chứa trung bình 89% từ nguồn gốc tổ tiên bò châu Âu (từ 66% - 95%), 10,4% tổ tiên là bò Zebu (từ 4 - 33%) và 0,6% Tổ tiên loài bò hâu Phi (từ 0% -4,1%). Trong số các giống taurine châu Phi là giống N'Dama từ Tây Phi.